# シルウィアの鹿を射るアスカニウスのいる風景
『シルウィアの鹿を射るアスカニウスのいる風景』（シルウィアのしかをいるアスカニウスのいるふうけい、仏: Paysage avec Ascanius tirant sur le cerf de Sylvia, 英: Landscape with Ascanius Shooting the Stag of Sylvia）は、フランスバロック時代の画家クロード・ロランが1682年に制作した絵画である。油彩。ウェルギリウスの叙事詩『アエネイス』に基づいて描かれた8点の絵画の1つで、アイネイアスの息子アスカニオス（ラテン語ではアスカニウス）がシルヴィアの雄鹿を撃つエピソードから採られている。この作品は、クロード・ロランの晩年の最も重要な後援者である第8代パリアーノ公爵ロレンツォ・オノフリオ・コロンナのために制作された作品で、クロード・ロランがあまり一般的ではない主題の絵画にしばしば行っていたように、中央下部に署名、制作年、主題が記されている。現在はオックスフォードのアシュモレアン博物館に所蔵されている。
『シルウィアの鹿を射るアスカニウスのいる風景』はクロード・ロランの最後の作品であり、おそらく完全には完成しなかった。したがって、画家自身が完成した作品を記録するために作成した目録『リベル・ヴェリタリス』には掲載されていない。画家の生年月日は不明であるが、この作品を描いたとき少なくとも70代後半、おそらく82歳くらいであった。6年前に完成した絵画『カルタゴでのアエネアスとディドの別れ』（Les adieux d'Énée à Didon à Carthage, 1676年、ハンブルク美術館所蔵）は本作品の対作品である。この作品もまた『アエネイス』に取材した作品で、本作品よりも前の場面を描いており、クロード・ロランが描いた数多くある港の風景画のうち最後の作品であった。このうち本作品は、それぞれの人物群が内側を向き、主要な建築物が両作品の外側を縁取るように、『カルタゴでのアエネアスとディドの別れ』の左側に掛けられた。どちらの絵画も大きな石柱を備えた古典的な建築物が描かれているのは、コロンナ家が石柱を紋章としたことと関係している。

## 主題
自身もまた、輝かしい獲物への熱に浮かされ、

アスカニウスは曲がった弓で狙いをつける。

未熟な腕ではなく神が導く、狙いをはるかに越え、

腹から音を立て脇腹へと矢は至った。

傷つきながらもしかし獣は、知っている小屋へと逃げ出す。
—ウェルギリウス、『アエネイス』7.496-500
長旅の末にイタリア半島にたどり着いたアイネイアスは、ラテン人の王ラティヌスと友好関係を結び、トゥルヌスと婚約していた王の娘ラウィニアと結婚することになった。しかしトロイア人を憎むヘラ（ローマ神話のユノ）はこれを良しとせず、復讐の女神アレクトを呼び出して、戦争の火種を起こすよう命じた。アレクトはラティヌスの妃アマタを狂乱させたのち、トゥルヌスを戦争へとけしかけた。さらにアイネイアスの息子アスカニオスが狩りに興じているのを見つけると、彼に凶暴性を植えつけた。するとアスカニオスはテュルスの息子たちや娘シルウィアが大切に世話していた牡鹿に矢を放ち、その下腹を射抜いた。鹿がテュルスの館に逃げ込むと、シルウィアは鹿を抱き寄せながら助けを呼んだ。この事件により、トロイア人と鹿を傷つけられたテュルスの一族との間で戦いが起きた。この戦いにトゥルヌスが介入したことで、さらにアイネイアスとトゥルヌスとの戦争に発展した。

## 作品

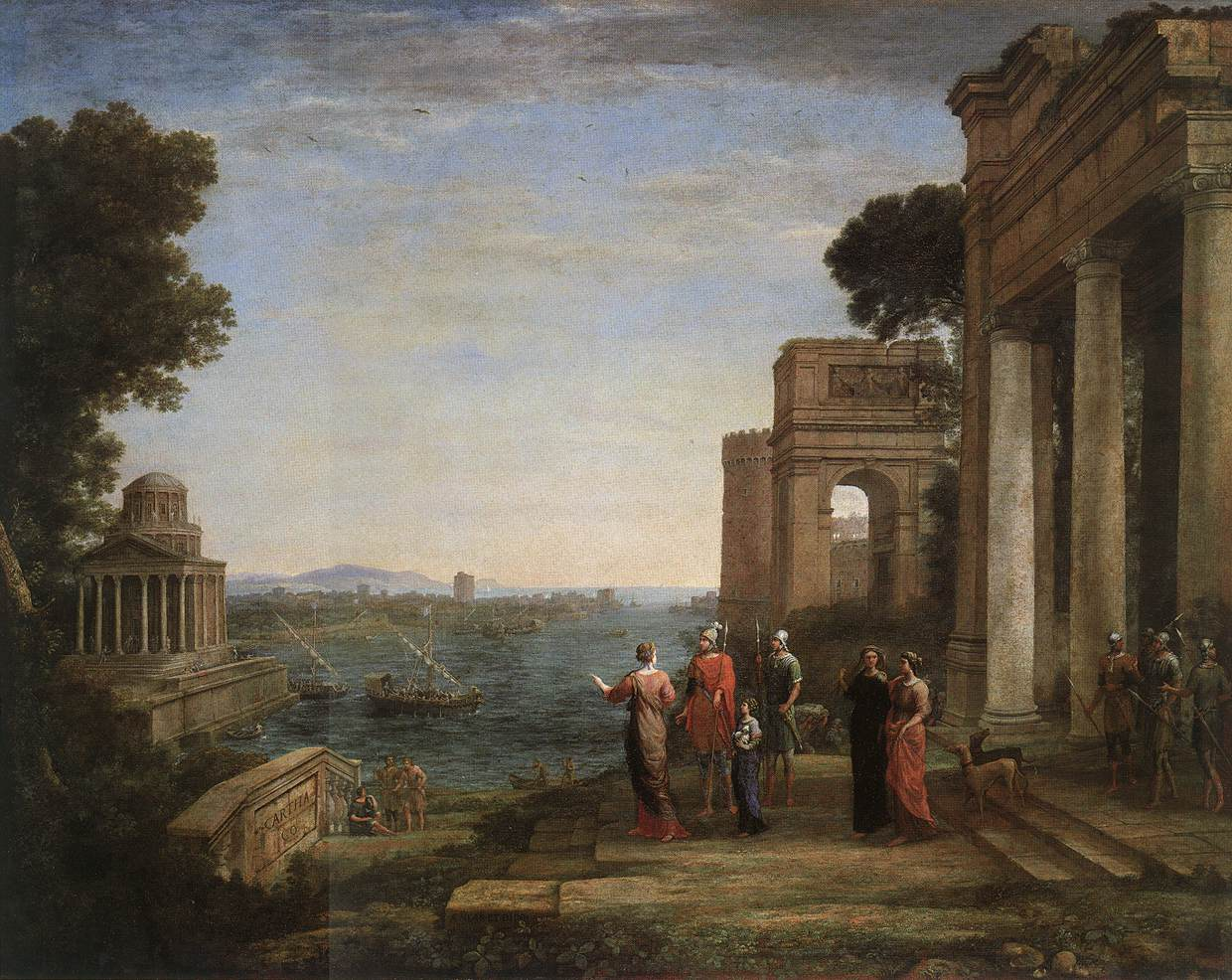
対作品『カルタゴでのアエネアスとディドの別れ』1676年。ハンブルク美術館所蔵。

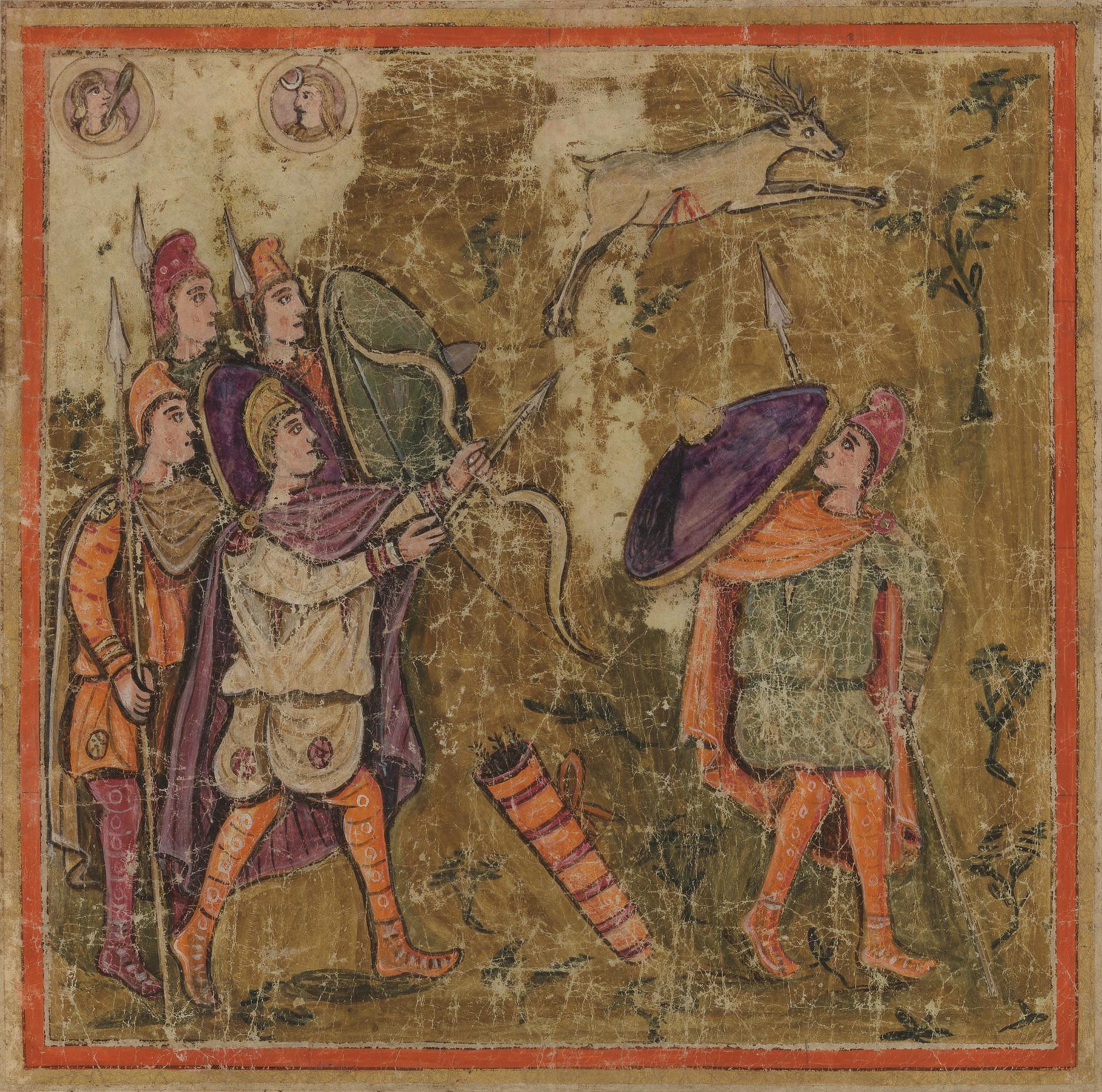
ヴェルギリウス・ロマヌス。バチカン図書館所蔵。

この絵画はウェルギリウスの叙事詩『アエネイス』第7巻485行-499行の一場面を描いている。アイネイアスの息子アスカニオスは、「ラティウム人の王の家畜と草地の管理者テュルス」の娘シルウィアが飼っていた牡鹿に矢を放ち、未来のローマ建設地を巡るラティウムとの戦争を引き起こした。ウェルギリウスの記述は16行にわたっており、そのほとんどがシルビアと牡鹿の親密な関係を説明することに費やされている。場面はアスカニオスが狙いを定めているのに対して、自身の特権的な地位を過信した牡鹿が彼を見つめる静寂の瞬間を描いている。矢が放たれると、背後に広がる穏やかな海岸風景はウェルギリウスが続けて描写する戦争によってすぐに破壊されるであろう。
クロード・ロランの作品にしては珍しく、空は嵐の雲で曇り、木々は左からの風で曲がっている。コリント式の精巧な石柱を備えた神殿は長期にわたって荒廃している。表面的にはローマ建国前の一場面で、これは17世紀でさえ時代錯誤であることは明らかであったろう。しかし古代ローマのモニュメントはクロード・ロランの時代を反映している。したがってこの絵画はローマ文明全史を網羅しており、画家の時代の理想化された風景を初期の歴史の人物とともに人々に描いている。

### 構図
この主題は芸術の世界では非常に稀であるが、フィラデルフィア美術館に物語の異なる点を描いた油彩とスケッチを組み合わせたルーベンスの構図が所蔵されている。これも後期の作品であるが、構図はこれ以上に異なるものではない。ルーベンスの作品ではシルウィアが瀕死の鹿を看護し、女性の仲間たちが猟犬を遠ざけており、その背後ではラテン人とアスカニオスの一行の間で戦闘が勃発している。
クロード・ロランはローマの識者の興味の対象であった、バチカン図書館に所蔵されているウェルギリウスの著作の5世紀の挿絵入り写本、ヴェルギリウス・ロマヌスの描写に気づいていたのかもしれない。この挿絵では風景が取り除かれた画面内の要素は似ているが、アスカニオスはすでに鹿に傷を負わせており、2射目のために弓を引いている。負傷した鹿がシルウィアを見つけるというルーベンスに近い場面は、約400年頃のバチカン版ヴェルギリウスにある。不思議なことに、これはヴェルギリウス後期の2つのサイクルの挿絵が最も一致する点である。
この構図は1669年に始まり、現在チャッツワース・ハウス（1671年あるいは1678年）とアシュモレアン博物館 (1682年) に所蔵されている2点の一連の素描を通じて徐々に発展した。射手と牡鹿を隔てる川を伴った最終的な構図は制作過程の後半になってようやく完成した。ハンブルク美術館の対作品やクロード・ロランの多くの絵画でも言えることだが、画面両側に2つの大きなルプソワール要素があり、1つは非常に近くにあり、もう1つはずっと奥に配置されているため、鑑賞者の視線は背景に引き込まれる。こうして設定された画面左から画面右への対角線は、反対方向に流れる川によってバランスが保たれている。

### 人物

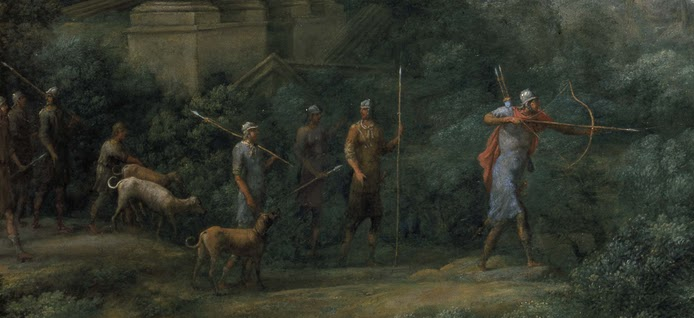
画面左の人物群。

クロード・ロランのほとんどすべての絵画には何らかの人物が描かれているが、それらの人物が弱点であったことは、特に画家自身によって常に認識されていた。クロード・ロランの伝記を書いたフィリッポ・バルディヌッチによると、彼は風景については料金を取ったが、人物は無料で提供したと冗談を言ったという。もう1人の同時代の伝記作家ヨアヒム・フォン・ザンドラルトによると、クロード・ロランはそれらを改善するためにかなりの努力をしたが成功しなかった。確かに画家の素描の中には、典型的には人物のグループに関する研究が数多く残されている。
晩年になるほどクロード・ロランの人物像はますます細長くなる傾向があり、絵画の所有者でさえ「狩猟者は信じられないほど細長く、特にアスカニウスは頭頂部が異常に重い」と述べている。対作品でもほとんど極端な人物が描かれている。20世紀半ば、芸術作品を通した医療診断の流行に伴い、クロード・ロランがそうした影響を引き起こす光学疾患を発症した可能性が示唆されたが、これは医師や批評家によって同様に否定されている。

## 評価

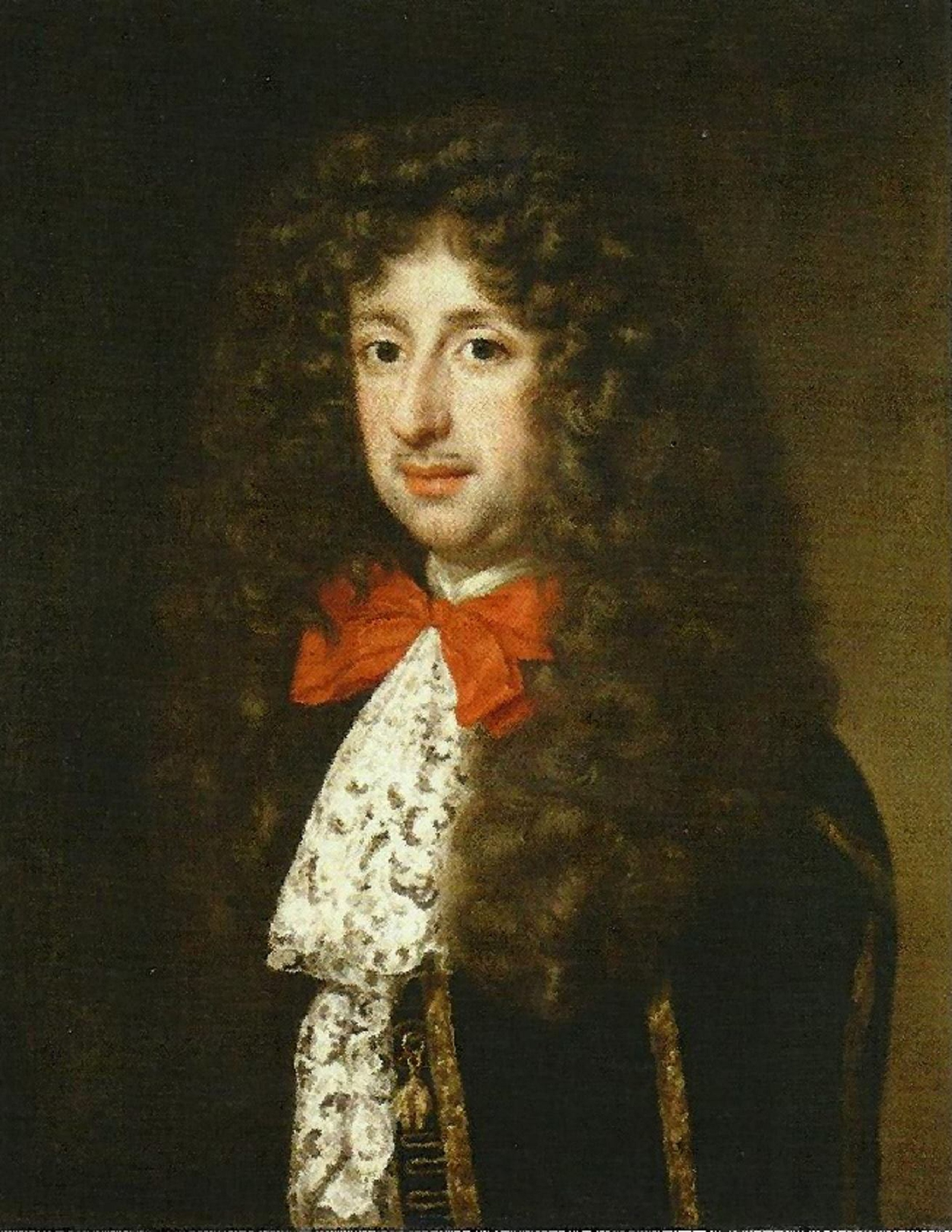
第8代パリアーノ公爵ロレンツォ・オノフリオ・コロンナ。

人物像にもかかわらず、本作品はクロード・ロランの作品の中で最も賞賛されているものの1つである。美術史家アンソニー・ブラントにとって、それは「芸術家の最後の段階のすべての資質を明らかにしています･･･銀色の緑の木々、淡い灰青色の空、灰色の建築物、そして人物像のための中間色のドレスというように、色彩の範囲は極限まで縮小されています。現在の木々はとても透き通っていて、柱廊式玄関は非常に開いているため、空気の連続性がほとんど妨げられません。人物像はいずれも細くて細長く、このおとぎの国にふさわしい非物質的な性質を持っています。クロード・ロランのすべて詩的要素は最もむきだしの形で、しかし分析を無視した魅惑的な方法で結合され、ここにあります」。
クロード・ロランの専門家であるマイケル・キットソンにとって、それは「クロード・ロランの以前の発展を総括すると同時にそれを超越するものです。完全に個人的なものでありながら、老年にいたった他の偉大な芸術家の様式を特徴づける、深く、震え、遠く離れた性質を備えています」。

## 来歴
完成した絵画は1798年から1799年までローマのコロンナ宮殿に保管されていた。ナポレオンがローマを占領したとき、本作品はローマのコレクションから他の多くの最上の絵画とともに、イギリス人の美術収集家、ディーラー、作家、キュレーターのウィリアム・ヤング・オットリーによって購入された。オットリーはクロード・ロランの絵画が高額で取引されていた当時、本作品をロンドンに持ち込んだ。1801年5月16日にクリスティーズで462ポンドで売却され、これ以降840ポンドで落札された対作品と引き離された。絵画は銀行家の第2代準男爵トーマス・ベアリング卿によって購入され、1837年までハンプシャー州にあった彼の自宅ストラットン・パークに置かれていた。その後、1919年に第2代ノースブルック伯爵フランシス・ベアリングがクリスティーズで588ポンドで売却するまで、ベアリング家のコレクションに残っていた。1926年にW・F・R・ウェルドン夫人（Mrs W. F. R. Weldon）からアシュモレアン博物館に寄贈された。

## ギャラリー

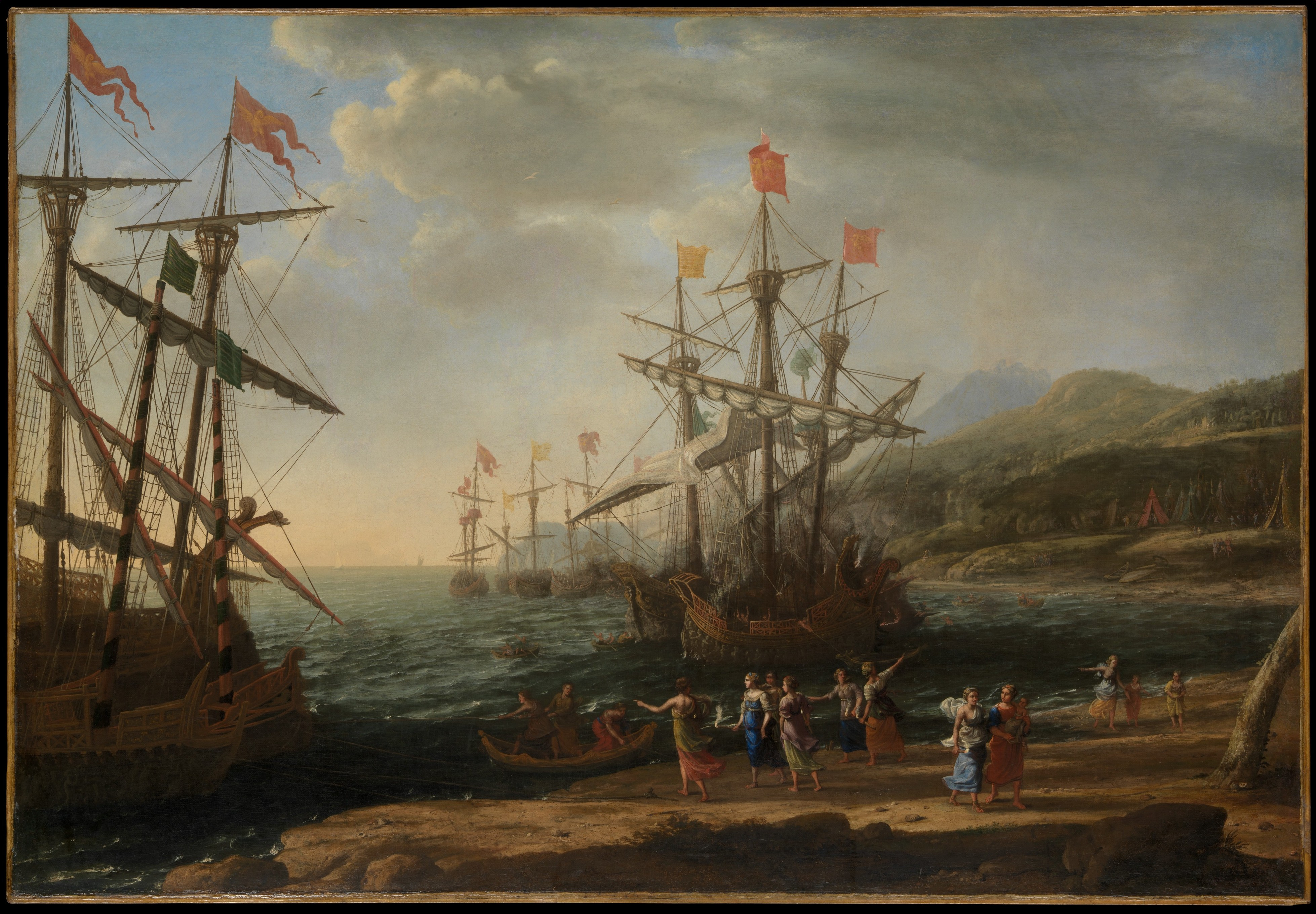
『船団に火を放つトロイアの女たち』1643年頃 メトロポリタン美術館所蔵
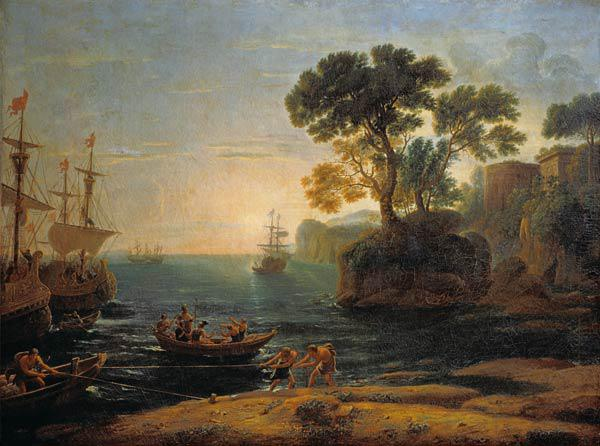
『ラティウムに上陸したアエネアスのいる海景』1650年 プーシキン美術館所蔵
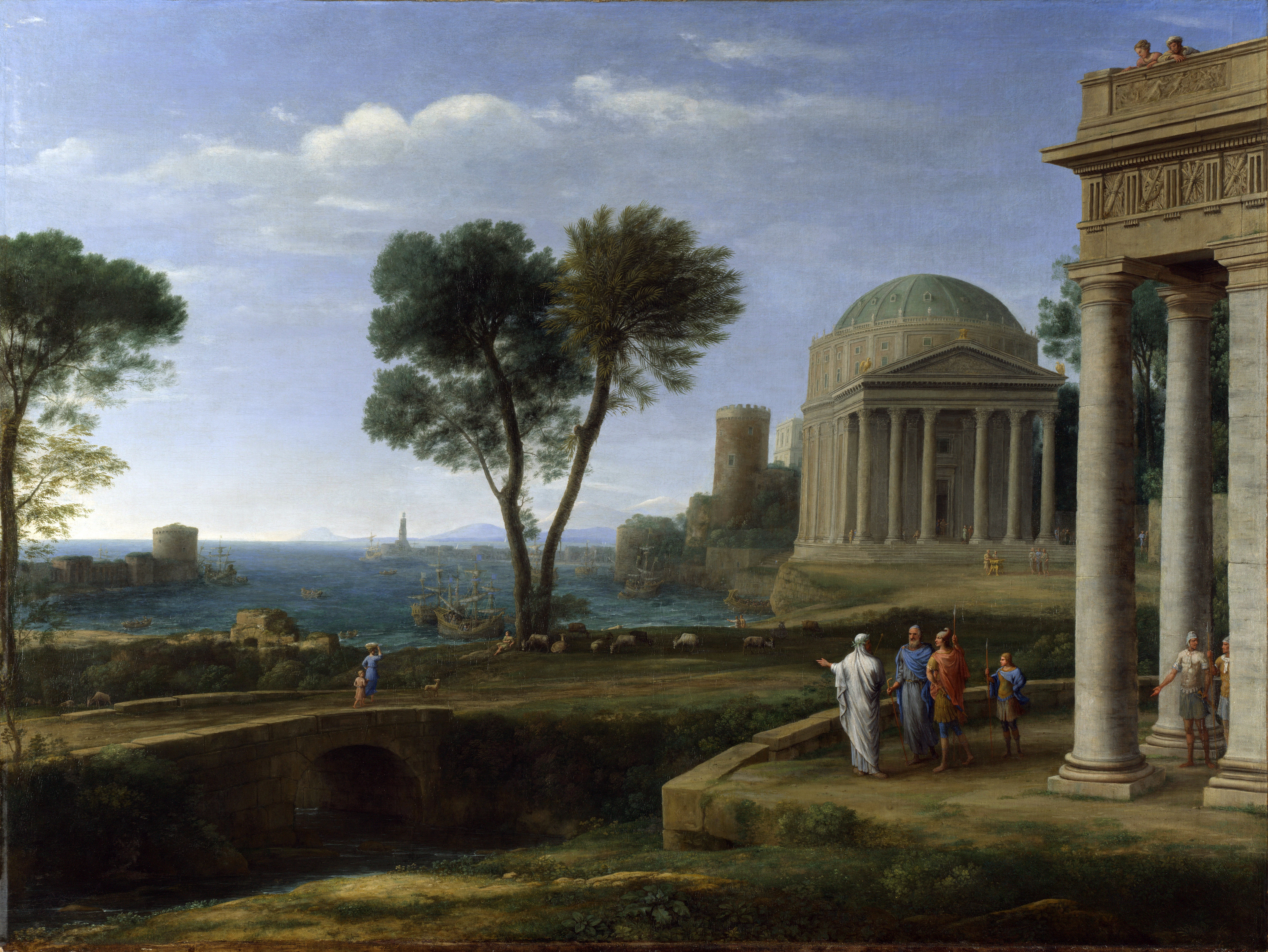
『デロス島のアエネアスのいる風景』1671年-1672年 ロンドン・ナショナル・ギャラリー所蔵
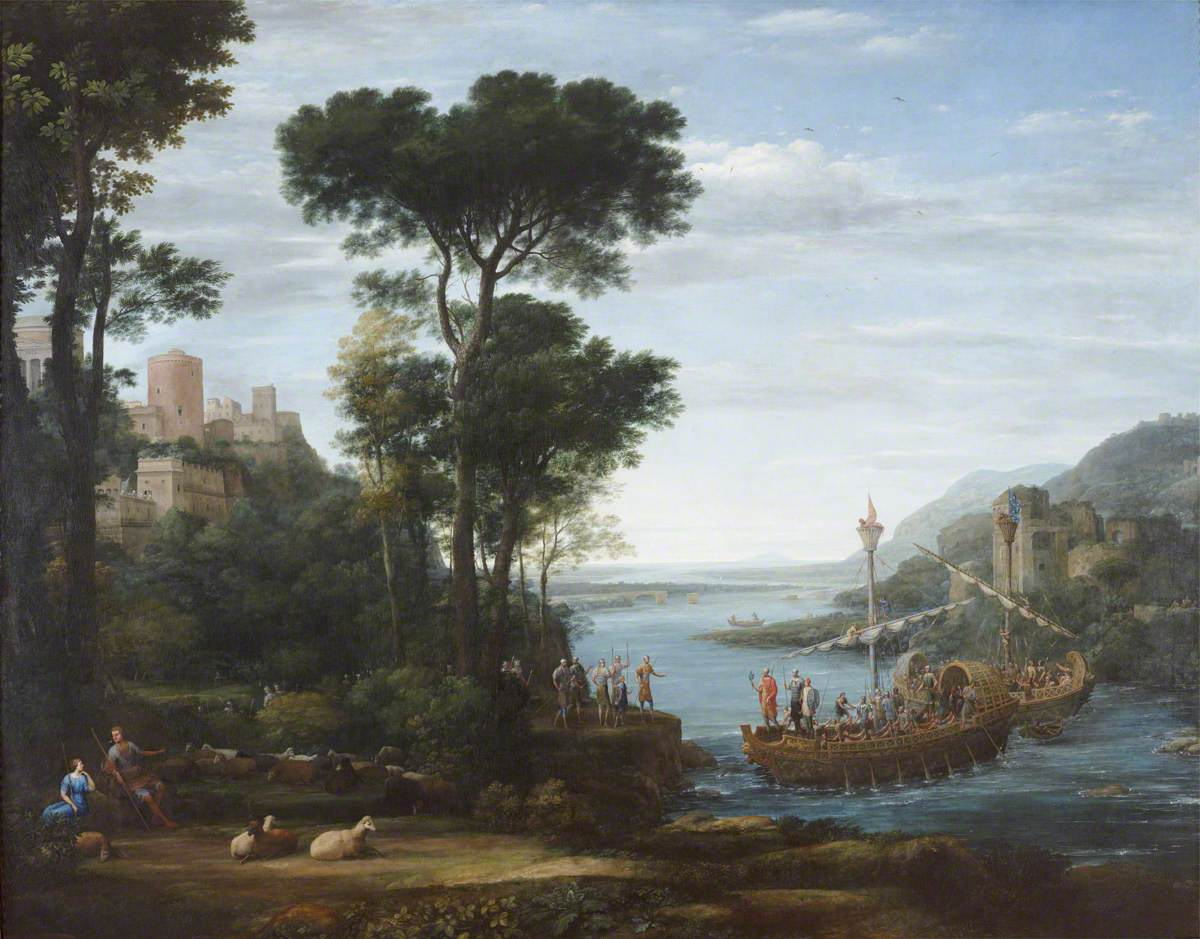
『パランテウムに到着したアエネアスのいる風景』1675年 アングルシー修道院（英語版）所蔵
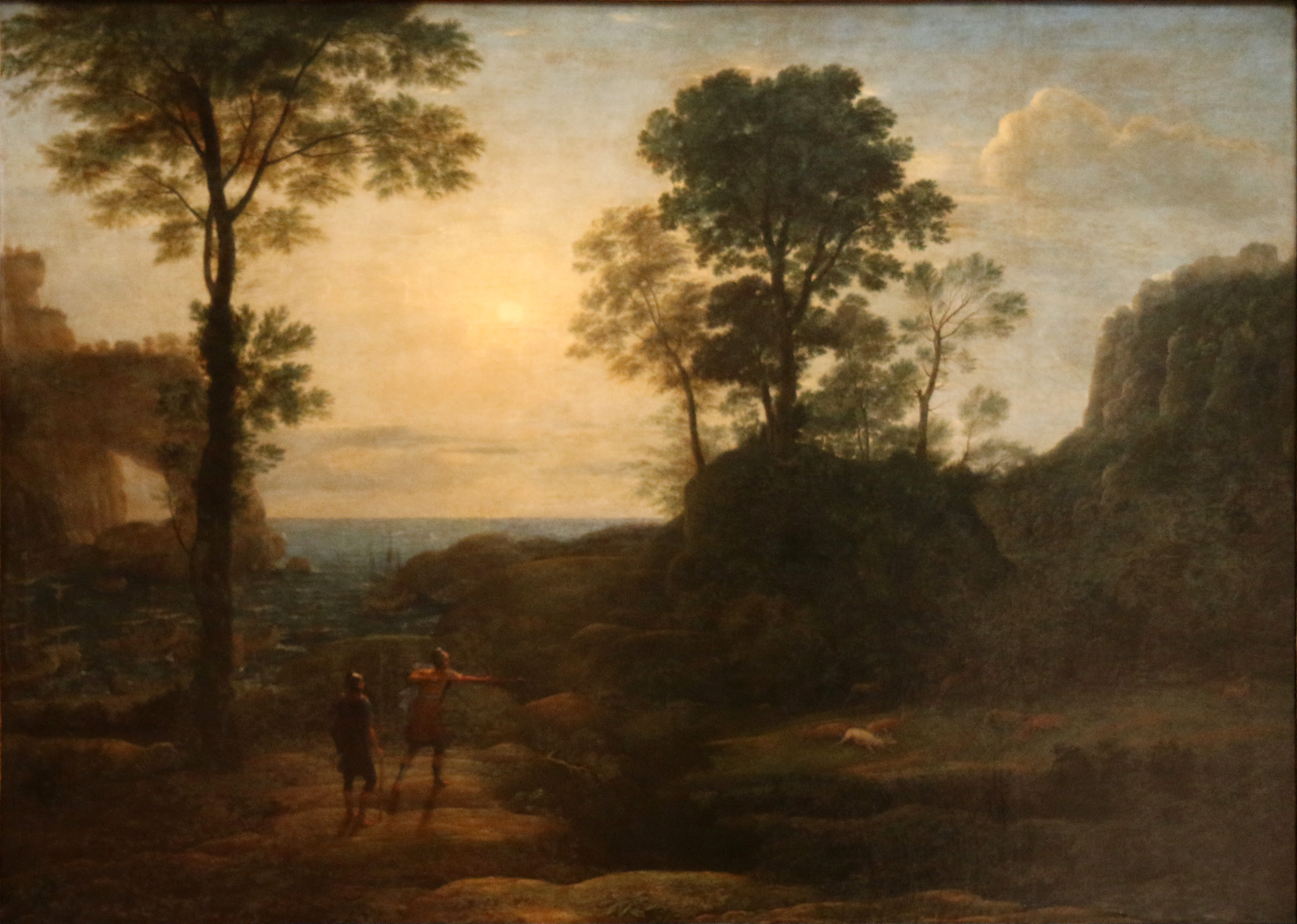
『リビアの海岸で鹿を狩るアエネアス』1682年 ベルギー王立美術館所蔵